# Ecaterina Deliman
Ecaterina Deliman (n. 15 iulie 1936, Aleșd -- d. ?) a fost un demnitar comunist român de origine maghiară, deputat în Marea Adunare Națională în perioada 1969 - 1975. În 1971, Ecaterina Deliman a fost decorată cu Ordinul Muncii, clasa a III-a.

## Scrieri
- Prietenia frățească între oamenii muncii români și cei ai naționalităților conlocuitoare, București, Editura politică, 1973
- Sensul și importanța educației patriotice, București, Editura Politică, 1975
- Femeia, personalitate politică în societatea noastră socialistă, București, Editura Politică, 1977
- Dimensiunea contemporană a patriotismului revoluționar socialist (coautori Constantin Răducu, Ecaterina Deliman), București, Editura Politică, 1983